# 탄소 화합물
탄소 화합물(炭素化合物, 영어: carbon compounds)은 탄소(C) 원자가 수소(H), 산소(O), 질소(N), 황(S), 할로젠(F, Cl, Br, I) 등의 원자와 결합하여 만들어진 화합물을 뜻한다. 우리 주위의 많은 물질들이 탄소 화합물로 이루어져 있다. 예를 들어 우리 몸의 탄수화물, 단백질, 지방 등, 음식, 의류, 플라스틱, 의약품 등이 있고 현재까지 알려진 탄소 화합물은 수천만 가지에 이르고 지금도 발견되거나 합성된다.

## 특성
탄소 원자는 원자가 전자 수가 4이기 때문에 다른 원자들과 최대 4개의 결합을 형성하면서 다양한 구조를 만들 수 있어 탄소 화합물이 다양하다. 
분자 한 개당 탄소 수가 많을수록 끓는점이 높다. 또 분자를 구성하는 원자의 종류와 수가 같아도 구조에 따라 다른 성질을 나타낼 수 있다.
대부분의 의약품에 활용이 된다
1.	다양한 구조 형성이 가능함
	탄소는 네 방향으로 결합할 수 있어 직선형, 고리형 등 다양한 구조를 만들 수 있다.
	이로 인해 약물 분자를 정교하게 설계할 수 있어 특정 효소나 부위에 선택적으로 작용하게 할 수 있다.
2.	지용성과 수용성을 조절할 수 있음
	분자 구조를 조절하여 물(수용성)이나 지방(지용성)에 잘 녹도록 할 수 있다.
	이로 인해 약물이 체액 속에서 퍼지고, 세포막도 통과하여 작용 부위에 도달할 수 있다.
3.	생체 분자와 유사한 성질을 가짐
	우리 몸의 주요 구성 물질(단백질, 지질, DNA 등)도 탄소 화합물이므로, 약물이 체내 환경과 잘 어울리고 생물학적 작용에 자연스럽게 참여할 수 있다.
이러한 특성들 덕분에 대부분의 의약품은 탄소 화합물로 구성된다.

## 탄화 수소
탄화 수소는 탄소(C) 원자와 수소(H)원자로만 이루어진 탄소 화합물이다.

## 무기 탄소 화합물
탄소 산화물, 탄소 질화물, 탄화물, HCN 등은 무기 탄소 화합물로 분류한다.

## 할로젠화 탄소
유기물로 보기도 하고 무기물로 보기도 하는 물질이다.